# Fragebogen zur Erfassung körperlichen Wohlbefindens
Der Fragebogen zur Erfassung körperlichen Wohlbefindens (FEW 16) ist ein psychologisches Selbstbeurteilungsverfahren zur Erfassung positiver Aspekte des Wohlbefindens bei Erwachsenen. Andere Fragebögen erfassen entweder das psychische Wohlbefinden oder verwenden eine negative Operationalisierung des Wohlbefindens im Sinne einer Befindlichkeitsstörung. Der einzige Fragebogen, der sich ebenfalls am positiven Pol orientiert, ist der Fragebogen zum aktuellen körperlichen Wohlbefinden (FAW) von Renate Frank. Der FEW 16 besteht aus 16 Fragen, von denen jeweils 4 Fragen zu einer der folgenden vier Skalen zugeordnet werden:
- Belastbarkeit,
- Vitalität,
- Genussfähigkeit,
- Innere Ruhe.

Die Antworten werden auf einer sechsstufigen Skala angegeben. Die Bearbeitungszeit wird auf fünf bis zehn Minuten geschätzt und die Zeit zur Auswertung auf fünf Minuten. Es liegt eine Validierung und Normierung von Albani und Kollegen aus dem Jahr 2006 vor.